# Matthias Gangkofner

Matthias Gangkofner

Matthias Gangkofner (* 8. Mai 1959 in München) ist ein deutscher Maler, Zeichner und Bildhauer.

## Leben
Nach seiner Schulzeit in Marquartstein absolvierte Gangkofner von 1978 bis 1981 zunächst eine Lehre als Keramiker bei Franz Eska an der Akademie der bildenden Künste München. Zur selben Zeit war er dort auch Mitarbeiter in der Glasklasse seines Vaters, Aloys F. Gangkofner (1920–2003), sowie in den Ateliers von Priska von Martin und Toni Stadler junior, einem der letzten Schüler von Aristide Maillol.
Von 1981 bis 1987 studierte er Bildhauerei an der Akademie der bildenden Künste in München bei Hans Ladner.
Die Aufenthalte im Hause seiner Großeltern Ellen und Walther Bernt prägten seine spannungsreiche Beziehung zwischen Kunst-gelehrtem Wissen und künstlerischem Schaffen.
1985 errichtete Gangkofner sein erstes Atelier im Schlossgut Haimhausen, darauf mehrere Ateliers in Hamburg und München, sowie im Hause seines Urgroßvaters in Barlt an der Nordsee. Seit 2002 leitet er unter anderem den Münchner Künstlerhaus-Verein am Lenbachplatz und ist zudem seit Oktober 2013 Vorstand des Stiftungsrates der Stiftung Theresienthal. Gangkofner lebt und arbeitet heute in München und auf dem Boschhof bei Beuerberg, im oberbayerischen Alpenvorland.

## Werk
Am Anfang steht in Gangkofners Werk die Zeichnung. Phantastische Landschaften und leuchtend expressive Licht und Wasserreflexionen sind seine Themen in der Malerei. Technoide Elemente, gestürzte Pferde in lebendiger Gegenständlichkeit, oder Skulpturen aus zu mehrteiligen Einheiten gespaltenem Stahl in der Bildhauerei. Das menschliche Porträt taucht in fast allen Bereichen seines Kunstschaffens auf und besonders als Programm in der Gruppe Zwanzig Zehn, deren Gründungsmitglied er ist. Von Gangkofner stammen die Büsten des Malers Franz von Lenbach und der Mathematikerin Emmy Noether in der Ruhmeshalle München. Gangkofners Bildsprache in Malerei und Plastik beschreibt einen Pfad von barocker Lebensfreude bis in die essentielle Reduktion zur reinen Form. Sein Schaffen führt aber auch weiter zum Gesamtkunstwerk, vom handwerklichen Entwurf bis ins Design, wie zum Beispiel als Künstler und Designer für die Glasmanufaktur Theresienthal.
Zudem veröffentlicht er immer wieder Bücher. Deren Themen umfassen die Buchmalerei, Karikatur-hafte Humoresken über das zeitgenössische Leben, aber auch Morphographien, wie das Buch ,Benediktenwand/09‘, mit dem Text ,Gute Berge, böse Berge‘, von Lukas Hammerstein, welches 2012 im Reiterverlag erschien.

## Sammlungen
- BMW-group München
- Baureferat Stadt München
- Deutsches Museum München
- Deutsches Hopfenmuseum Wolnzach
- Die neue Sammlung - the international design museum munich - Pinakothek der Moderne
- EADS - MBDA Schrobenhausen
- Eres-Stiftung München
- Flughafen München GmbH
- Glasmuseum Theresienthal
- Militärhistorisches Museum Dresden
- Münchner Künstlerhaus-Stiftung am Lenbachplatz
- Naturmuseum Bozen
- Ruhmeshalle München, - die Büsten Franz von Lenbach und Emmy Noether
- Verband für Schiffbau und Meerestechnik Berlin
- Wacker-Chemie GmbH